# Johann Gustav Gallois
Johann Gustav Gallois (* 15. Oktober 1815 in Hamburg; † 8. April 1872 ebenda) war ein deutscher Jurist, Historiker und Politiker.

## Leben
Johann Gustav Gallois war ein Sohn des Jacob Gallois (1793–1872), der als Lehrer am Hamburger Johanneum die französische Sprache unterrichtete. Seine Mutter war Marie Emilie Rodatz, Tochter des Organisten Amandus Eberhard Rodatz. Er war Schüler des Johanneums sowie des Gymnasiums und war schon als Gymnasiast in der Stadtbibliothek und als Hauslehrer tätig. Am 6. Mai 1835 wurde Gallois an der Universität Heidelberg zum Studium der Jurisprudenz immatrikuliert. Nach einem Jahr wechselte er an die Universität Göttingen und wurde dort 1838 zum Dr. jur. promoviert. Gallois kehrte nach Hamburg zurück und wurde am 18. Mai 1838 als Advokat immatrikuliert. In dieser Eigenschaft hat er mehrfach an großen Strafprozessen teilgenommen, wie beispielsweise 1854 als Verteidiger des Raubmörders Wilhelm Timm.
Im Januar 1846 gründete Gallois den „Verein der Nichtgrundeigentümer“, den er als ersten politischen Verein Hamburgs bezeichnete. Mitglied konnte jeder Hamburger Bürger werden, der weder Grundbesitzer noch Beamter war. Im Gegensatz zu den Erbgesessenen war diese Gruppe von den öffentlichen Gremien weitgehend ausgeschlossen.

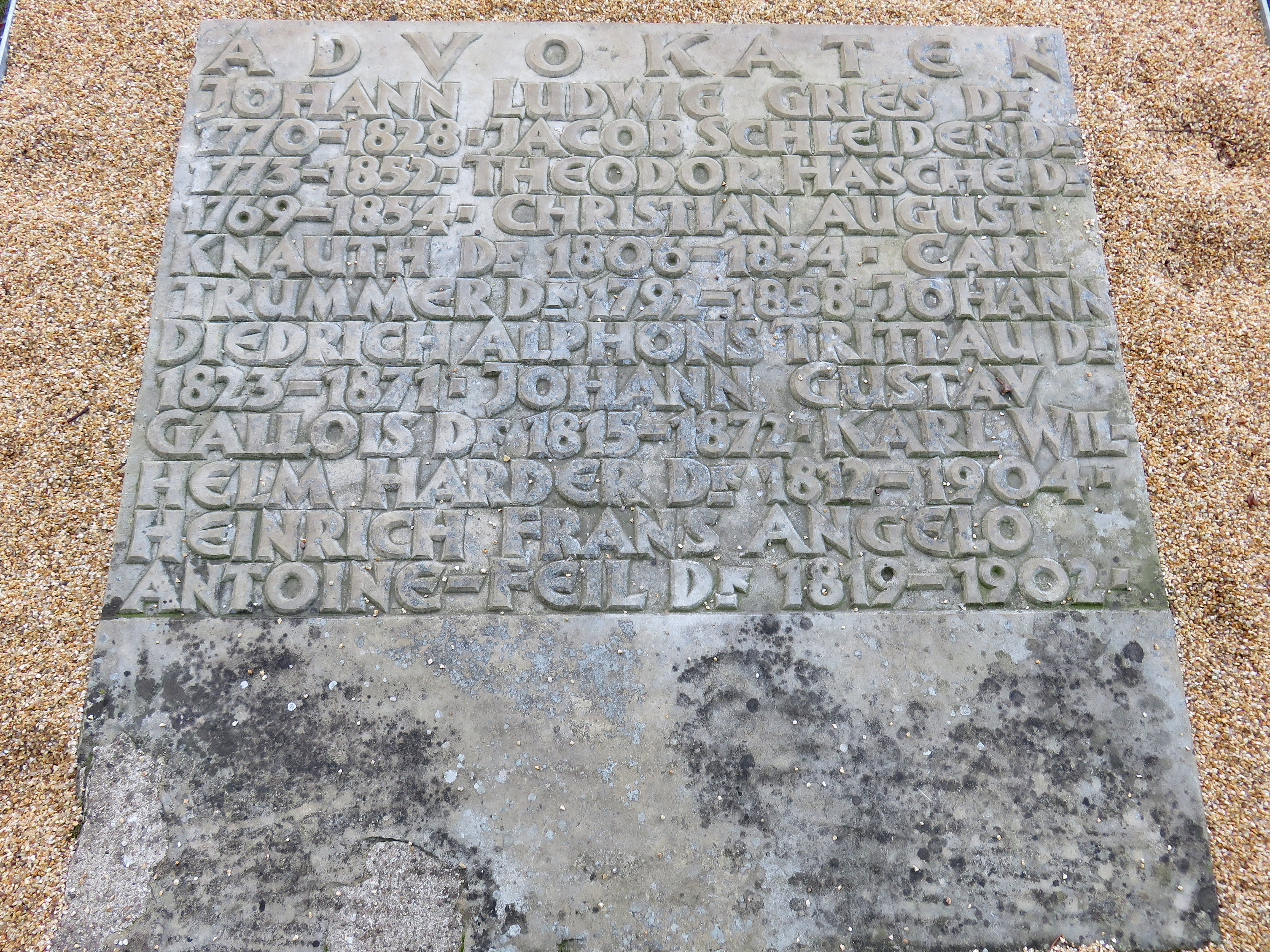
„Johann Gustav Gallois“, Sammelgrabmal Advokaten auf dem Friedhof Ohlsdorf

Zur Zeit der Revolution von 1848 gehörte Gallois zu den radikalen Anhängern der Demokratie. Er wurde bei der sogenannten Tumultsitzung in der Tonhalle am 7. August 1848 zusammen mit den Herren Trittau, Wilhelm Marr und Löwe vorübergehend verhaftet. Im Herbst 1848 wurde Gallois in die Hamburger Konstituante gewählt, wo er zu den Linken zählte und an der Ausarbeitung einer neuen Verfassung beteiligt war. Von 1859 bis 1861 gehörte Gallois der Hamburgischen Bürgerschaft als Abgeordneter an.
Gallois lebte in ständiger Geldnot und musste sich 1861 für insolvent erklären. Dann wurde er vor allem schriftstellerisch und journalistisch tätig, wobei er am politischen Teil des Hamburgischen Correspondenten mitwirkte.
Gallois beschäftigte sich mit der Geschichte Hamburgs. Er schrieb unter anderem ein Buch über die Hanse und veröffentlichte jeweils in mehreren Bänden die Geschichte der Stadt Hamburg und die Hamburgische Chronik.
Johann Gustav Gallois war verheiratet mit Marie Karoline, geborene Puricelli aus Hamburg.
Auf dem Ohlsdorfer Friedhof, im Bereich des Althamburgischen Gedächtnisfriedhofs nahe dem Haupteingang des Friedhofs, wird auf dem Sammelgrabmal Advokaten unter anderen an Johann Gustav Gallois erinnert.

## Publikationen
- Erster Beitrag zur Hamburgischen Reformfrage. Berendsohn, Hamburg 1847 (online).
- Die neuesten Ereignisse in Hamburg. Ackermann, Hamburg 1848 (online).
- Der Hansabund von seiner Entstehung bis zu seiner Auflösung. Lorck, Leipzig 1851 (eingeschränkte Vorschau in der Google-Buchsuche).
- Geschichte der Stadt Hamburg. Tramburg’s Erben, Hamburg 1853 (eingeschränkte Vorschau in der Google-Buchsuche).
- Geschichte der Stadt Hamburg. Zweiter Band. Tramburg’s Erben, Hamburg (eingeschränkte Vorschau in der Google-Buchsuche).
- Geschichte der Stadt Hamburg. Dritter Band. Specielle Geschichte der Stadt seit 1814. Tramburg’s Erben, Hamburg 1856 (eingeschränkte Vorschau in der Google-Buchsuche).
- Das Verfahren gegen Julius Campe. 2. Auflage. J. F. Richter, Hamburg 1856, urn:nbn:de:bvb:12-bsb10396062-9.
- Hamburgische Chronik von den ältesten Zeiten bis auf die Jetztzeit. Band 1. Bis zum Beginn der Reformation oder bis 1521. Hamburg 1861 (online).
- Hamburgische Chronik von den ältesten Zeiten bis auf die Jetztzeit. Band 2. Von der Reformation bis zum ersten Beginn der bürgerlichen Unruhen im Jahre 1618. Hamburg 1862 (online).
- Hamburgische Chronik von den ältesten Zeiten bis auf die Jetztzeit. Band 3. Vom Beginn der bürgerlichen Unruhen bis zur Vollendung des Hauptrecesses 1712. Hamburg 1862 (online).
- Hamburgische Chronik von den ältesten Zeiten bis auf die Jetztzeit. Band 4. Von der Vollendung des Hauptrecesses 1713 bis zum großen Brand im Mai 1842 (Schluss). Hamburg 1863 (online).
- Hamburgs neueste Zeit. 1843 bis 1860. G. J. Herbst, Hamburg 1864 (online).
- Geschichte der Stadt Hamburg. Mit vielen Illustrationen und Karten. W. Oncken, Hamburg 1867, OCLC 162985059 (online).